# 雷塬乡
雷塬乡是中国陕西省铜川市宜君县下辖的一个乡。

## 行政区划
雷塬乡下辖以下行政区：
雷塬村、犁洼坪村、梁河村、岭里村、蔡道河村、栓马村、尹村、新生村、皇后村、唐家塬村、李家河村、八丈塬村、桐花塬村、英家塬村、九寺村、关地坪村、杨柳塬村